# 杰尼沃尔塔
杰尼沃尔塔（義大利語：Genivolta），是意大利克雷莫纳省的一个市镇。总面积18平方公里，人口1201人，人口密度66.7人/平方公里（2009年）。国家统计（ISTAT）代码为019047。